# 853 v.Chr.

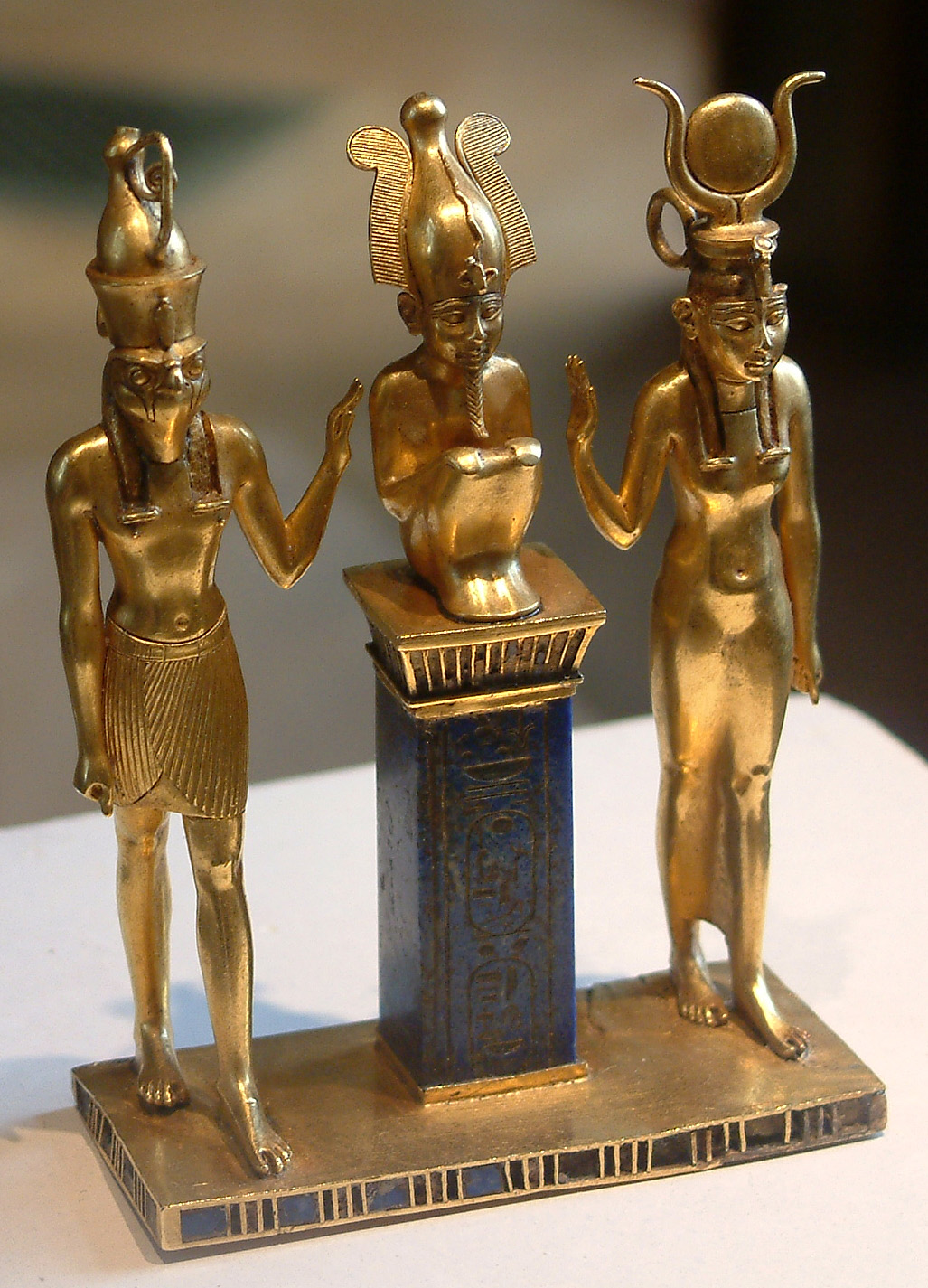
Juweel met de naam van farao Osorkon II.

Het jaar 853 v.Chr. is een jaartal in de 9e eeuw v.Chr. volgens de christelijke jaartelling.

## Gebeurtenissen

### Egypte
- Farao Osorkon II viert zijn eerste Sed-festival in de tempelzaal van de kat-godin Bastet in Bubastis, verfraaid met een nieuwe voorhof voor de plechtigheden.

### Fenicië
- De Fenicische steden Byblos, Damascus en koning Achab van Israël sluiten een alliantie.

### Assyrië
- Koning Salmanasser III bedreigt Syrië en Palestina.
- Slag bij Qarqar: Salmanasser III wint de veldslag tegen de Syrische coalitie de "alliantie van de 12 koningen".

### Israël
- Slag bij Ramoth in Gilead: De koningen Achab en Josafat vallen koning Hadadezer van Syrië aan.

## Overleden
- Achab, koning van Israël